# Георг Франц Гоффманн
Георг Франц Гоффманн (нім. Georg Franz Hoffmann; 13 січня 1760, Марктбрайт, Баварія — 5 березня 1826, Москва) — німецький ботанік та ліхенолог, працював у Росії.

## Біографія
Народився у сім'ї доктора медицини. Його дядько Адам Гоффманн, медик та ботанік, вплинув на вибір життєвого шляху Георга Гоффманна.
Після закінчення Ерлангенського університету у 1786 році він став професором ботаніки цього університету (1787—1792), а згодом був професором Геттінгенського університету. Його лекції в Геттінгенському університеті слухали Гете та Гумбольдт. У 1792—1803 роках він очолював університетський ботанічний сад.
Гоффманну належить ряд видатних праць з систематики: монографія про лишайники (Enumeratio lichenum etc, 1784), перша монографія про флору Німеччини (Deutschlands Flora, Ерланген, 1794).
Уже ставши відомим ботаніком, особливо завдяки його роботам по лишайникам, він влаштувався у Москві у січні 1804 та керував кафедрою ботаніки у Московському університеті, а також Ботанічним садом, ставши першим його директором. Працюючи у Москві, Гоффманн опублікував класичну монографію про родину Зонтичні ( Genera Plantarum Umbelliferarum , 1814, 1816), а також описав флору Ботанічного саду Московського університету (3 528 видів рослин; 1808). Гоффманн зібрав великий гербарій, який увійшов у історію гербарію Московського університету.
Г. Ф. Гоффманн помер 17 березня 1826 року у Москві.

## Праці
- «Enumeratio lichenum iconibus et descriptionibus illustrata» — Erlangae: W.Waltheri. 1784. 148 p.(лат.)
- Historia salicum, iconibus illustrata (1785—1787, Лейпциг)
- Vegetabilia: cryptogama (1787, Ерланген)
- Nomenclator Fungorum (1789—1790, Берлін, в двох томах)
- «Deutschlands Flora» — Ерланген. 1791, 1795.(нім.)
- Descriptio et adumbratio plantarum e classe cryptogámica Linnaei qua lichenes dicuntur… (1789—1801)
- Enumeratio plantarum et seminum hort botanici mosquensis (1808, Москва)
- «Genera Plantarum Umbelliferarum» [Архівовано 6 серпня 2020 у Wayback Machine.] — MOSQUAE: N.S.Vsevolozskianis. 1814. 222 p.(лат.)
- Herbarium vivum, sive collectio plantarum siccarum, Caesareae Universitatis Mosquensis. Pars secunda, continens plantarum copiam, in omni terra a cel. botanicis collectam, secundum Systema Linnaeanum digestam, ad positis Systematis Naturalis Jussievii ordinibus, a G. Fr. Hoffmann (1825, Москва)

## Названі на честь Гоффманна
У 1787 році шведський ботанік Петер Улоф Сварц описав рід рослин родини Маренові (Rubiaceae) та назвав на честь Гоффманна — Гофманія (Hoffmannia).